# VY Canis Majoris
 VY Canis Majoris (VY CMa) je červený veleobr nacházející se v souhvězdí Velkého psa. Jedná se o jednu z největších známých hvězd a také jednu z nejzářivějších. Je přibližně 1,2 kiloparseku (což je asi 3 900 světelných let) vzdálena od Země. Kdyby se VY Canis Majoris umístila do středu sluneční soustavy, její povrch by dosahoval až k oběžné dráze Jupiteru. Ale kvůli nepřesnostem v odhadu poloměru se někteří astronomové domnívají, že by dosahovala až k oběžné dráze Saturnu. Průměrná hustota se pohybuje od 5 do 10 mg/m3.

## Vlastnosti
První pozorování v historii provedl Jérôme Lalande dne 7. března 1801, který zaznamenal hvězdnou velikost 7. Další studie její hvězdné velikosti z 19. století prokázaly, že hvězda slábne od roku 1850. Od roku 1847 je známo, že VY Canis Majoris je rudá hvězda. V průběhu 19. století bylo nacházeno celkem 6 různých dílů, což naznačuje, že by se mohlo jednat o vícero hvězd. Dnes už je ale známo, že tyto domnělé hvězdy jsou jen zářící plochy v okolí mlhoviny. Vizuální pozorování v roce 1957 s obrazem ve vysokém rozlišení prokázalo, že VY CMa, jako jedna z mála, není dvojhvězda.

## Velikost
Podle studie Philipa Masseyho a kol. z roku 2006 se jedná o běžného červeného veleobra o průměru přibližně 600násobku Slunce. Pokud by se taková hvězda nacházela ve středu sluneční soustavy, dosahovaly by její okrajové části až k oběžné dráze Jupitera.
Astronomka Roberta M. Humphreysová z University of Minnesota však ve své studii z téhož roku odhadla průměr hvězdy na 1800 až 2500 průměrů Slunce. Taková hvězda by ve sluneční soustavě sahala až k oběžné dráze Saturnu. Při průměru o 2100násobku Slunce by světlu trvala cesta kolem celého disku hvězdy 8 hodin.

## Předpokládaná životnost
Bylo zjištěno, že VY CMa je velice nestabilní. Důvodem je, že mnoho své hmoty vyvrhuje do okolní mlhoviny. Astronomové, s pomocí Hubbleova vesmírného dalekohledu předpověděli, že VY Canis Majoris bude zničen (jako supernova) za méně než 100 000 let.